# 당신도 주성치를 좋아하시나요?
"당신도 주성치를 좋아하시나요?"(Do you like Chow Shing Chi?)는 2017년에 제작한 대한민국의 단편 영화이다.

## 줄거리
여자친구와 이별한 민규는 홍콩으로 간다. 괴로움에서 벗어나고자 떠난 여행이지만, 민규의 복잡한 심경은 좀처럼 풀리지 않고, 이런 마음을 애써 털어내고 숙소를 나가려던 민규. 문을 열자마자 맞닥뜨린 한 여자. 당황하는 민규와는 다르게 여자는 덤덤하게 그의 숙소 안으로 들어온다. 기묘한 첫 대면 이후 우연인 듯 필연인 듯 그의 홍콩여행이 시작된다.

## 출연진
- 곽민규 - 민규씨 역
- 김시은 - 시은씨 역
- 김예은 - 전 여친 역 (목소리 출연)